# Marville-Moutiers-Brûlé
Marville-Moutiers-Brûlé település Franciaországban, Eure-et-Loir megyében. Lakosainak száma 1027 fő (2022. január 1.). Marville-Moutiers-Brûlé Tréon és Vernouillet községekkel határos.

## Népesség
A település népességének változása:
| Lakosok száma | 506  | 737  | 838  | 885  | 931  | 953  | 976  | 983  | 983  | 1027 |
|               | 1968 | 1982 | 1990 | 2006 | 2013 | 2015 | 2017 | 2019 | 2020 | 2022 |